# Fräkensjön (Hållnäs socken, Uppland)
Fräkensjön är en sjö i Tierps kommun i Uppland och ingår i Tämnarån-Forsmarksåns kustområde. Fräkensjön ligger i Fräkensjön Natura 2000-område.